# Claude W. Somers
Pour les articles homonymes, voir Somers.
Le Claude W. Somers est un skipjack de la baie de Chesapeake, construit en 1911 à Young's Creek en Virginie.

## Historique
Il est attaché au Reedville Fishermen's Museum (en) de Reedville dans le comté de Northumberland en Virginie. En 1977, Claude W. Somers a été frappée par une rafale près du phare du détroit de Hooper, faisant six noyés, dont son capitaine-propriétaire.
C'est un bateau à deux voiles de type sloop équipé d'une dérive avec un fond en « V ». Il est l'un des 35 skipjacks traditionnels survivants de la baie de Chesapeake et membre de la dernière flotte de voile commerciale aux États-Unis.

Il a été inscrit au registre national des lieux historiques en 1985  et en tant que Virginia Landmarks Register en 2005 
Le skipjack est devenu Bateau d'État en 1985  .